# Уотери (племя)
Уотери (англ. Wateree) — индейское племя, которое одним из первых на Восточном побережье встретило европейцев. Впервые племя упоминает в 1567 Бандера, писарь испанского капитана Хуана Пардо в отчёте об экспедиции во внутреннюю часть Каролины, под названием Guatari, так же, как и деревня, в которой они жили. Бандера писал, что племенем управляли две женщины-вождя.
Из немногих сохранившихся сведений исследователи делают вывод, что уотери были носителями одного из сиу-катобанских языков. Название Wateree, возможно, происходит от слова wateran из языка катоба, означающего «плыть по воде».
По наблюдениям испанцев, уотери в Гватари жили вдали от побережья. Их поселение, как предполагается, находилось на территории современного округа Роуэн в Северной Каролине. Более поздние английские колонисты отмечали, что в 1670 г. уотери обитали в верховьях реки Ядкин, к северо-западу от их более позднего места обитания. В 1700 г., как отмечали участники группы англичан под предводительством Джона Лоусона, уотери мигрировали на юг и поселились близ современного города Кэмден в Южной Каролине.
По наблюдениям европейцев, вожди уотери имели намного более широкие полномочия, чем вожди соседних индейских племён региона.
Во время Ямасийской войны племя уотери было разгромлено, его остатки вошли в состав конфедерации, где доминировало племя катоба. В последний раз термин «уотери» упоминается в 1744 г. в документе о продаже земли племенем уотери белым поселенцам. Затем уотери были ассимилированы более многочисленным народом катоба.